# Nyíreslehomér
Nyíreslehomér (korábban Brezócz és Szent Leonhárd, szlovénül: Lemerje, vendül Lömergje, korábban Lehomérje) falu Szlovéniában, Muravidéken, Pomurska régióban. Vasnyíres és Lehomér falvak egyesítése.
Közigazgatásilag Battyándhoz tartozik.

## Fekvése
Muraszombattól 10 km-re északnyugatra a Ravensko tájon, a Goričko határán. A legtöbb ház a Pálmafa és Battyánd közötti út mellett, a többi kissé távolabb elszórtan található. Főbb részei: Jurjev breg, Fujsov breg és Logarova hiša.

## Története
A mai Nyírjeslehomér eredetileg két falu Vasnyíres és Lehomér egyesítéséből keletkezett. Mindkét falu első írásos említése 1365-ből való "Baryzcylch", illetve "Lyhomer" néven. Ekkor kapták Széchy Péter fia Miklós dalmát-horvát bán és testvére Domonkos erdélyi püspök királyi adományul és cserébe a Borsod vármegyei Éleskőért, Miskolcért és tartozékaikért Felsőlendvát és tartozékait, mint a magban szakadt Omodéfi János birtokát. A település a későbbi századokon át is birtokában maradt ennek családnak. Az 1366-os beiktatás alkalmával részletesebben kerületenként is felsorolják az ide tartozó birtokokat, melyek között a Vasnyírjes "Brezzench in districtu Sancti Martini", Lehomér pedig  "Lyhomer in districtu Sancti Martini" alakban (azaz a szentmártoni kerülethez tartozó Brezenc, illetve Lihomer) szerepel. A felsőlendvai vár uradalmához tartoztak. A Széchyek fiági kihalásával 1685-ben a Szapáryak és a Batthyányak birtoka lett.
Vályi András szerint " BRESÓTZ. Elegyes falu Vas Vármegyében, földes Urai Gróf Szapáry, és Gróf Battyáni Uraságok, fekszik hegyek között Mór vizéhez nem meszsze. Határja középszerű, vagyonnyai külömbfélék. LEHOMERJE. Földes Ura G. Szapári Uraság, és mások, fekszik Hidegkúthoz nem meszsze."
Fényes Elek szerint " Brezócz, vindus falu, Vas vármegyében, a muraszombati uradalomban, hegyek közt, 14 katholikus, 214 evangelikus lak. Utolsó p. Radkersburg. Lehomér, vindus falu, Vas vmegyében, a muraszombati uradalomban 25 kath., 160 evang. lak. Ut. posta Radkersburg."
Vas vármegye monográfiája szerint " Vas-Nyíres. Házszám 70, lélekszám 380. Lakosai r. kath. és ág. ev. vallásu vendek. Postája Battyánd, távirója Muraszombat. Lehomér, 60 házzal és 324 vend lakossal. Vallásuk r. kath. és ág. ev. Postája Battyánd, távírója Muraszombat."
1910-ben Lehomérnak 339, Vasnyíresnek 352, túlnyomórészt szlovén lakosa volt. A trianoni békeszerződésig Vas vármegye Muraszombati járásához tartozott. 1919-ben átmenetileg a de facto Mura Köztársaság része lett, majd a Szerb–Horvát–Szlovén Királysághoz csatolták, ami 1929-től Jugoszlávia nevet vette fel. 1941-ben átmeneti időre ismét Magyarországhoz tartozott, 1945 után visszakerült jugoszláv fennhatóság alá. 1991 óta a független Szlovénia része. A helyiek főként mezőgazdasággal foglalkoznak, vegyesen evangélikus és katolikus vallásúak. A faluban nagy létszámú önkéntes tűzoltóság is működik, szerházukat 1957-ben építették.  2002-ben 295 lakosa volt.

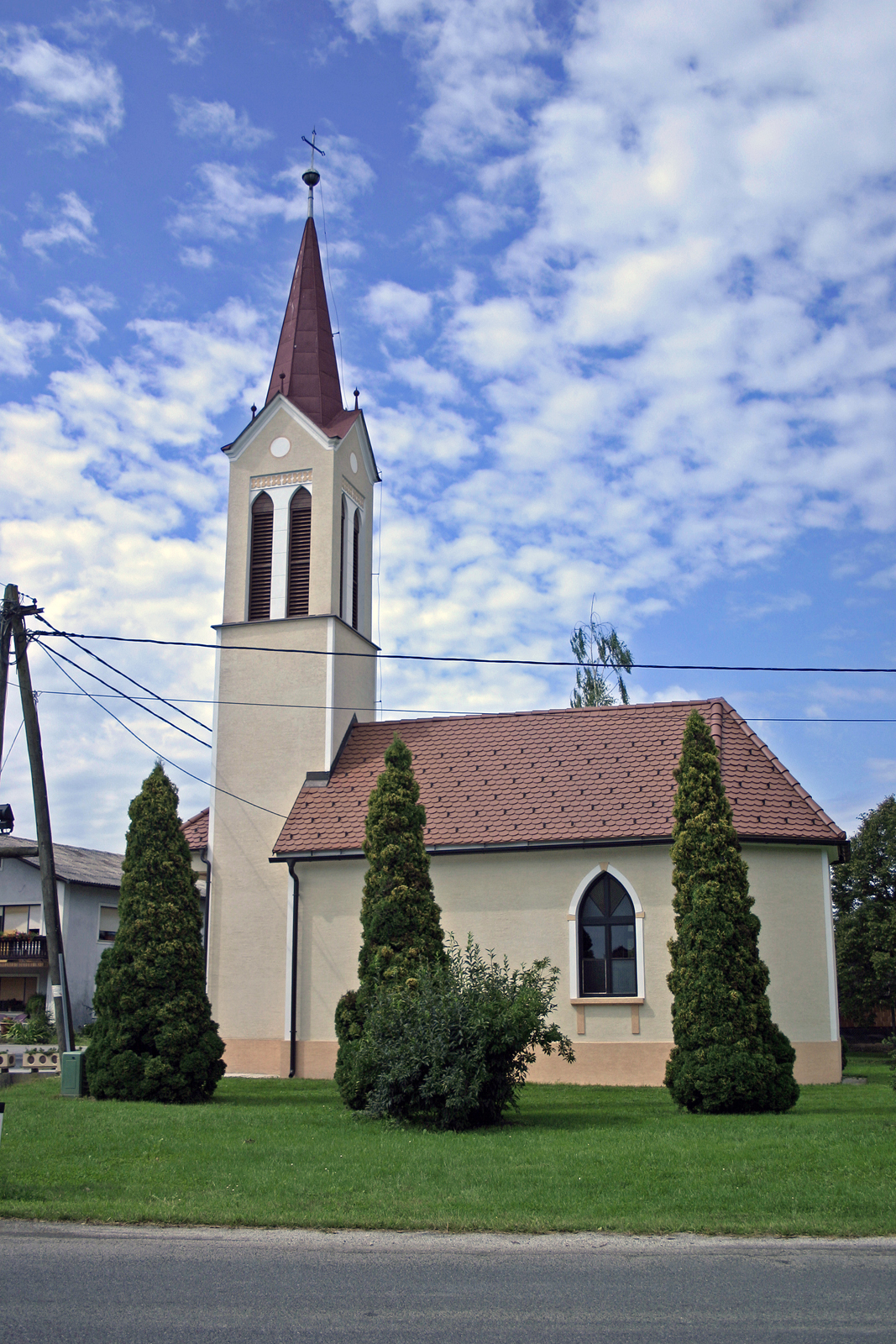
A falu evangélikus kápolnája

## Nevezetességei
- Evangélikus kápolnája 1925-ben épült neogótikus stílusban, magas harangtornya a kelti oldalán áll.
- Katolikus kápolnája.

## Híres emberek
Lehoméron született 1768-ban Godina Mátyás szlovén evangélikus lelkész, tanító és irodalmár.